# この手のひらに愛を
「この手のひらに愛を」（このてのひらにあいを）は、1966年10月15日に発売されたザ・サベージの楽曲である。

## 解説
- 作詞・作曲は利根常昭による。前作のデビュー曲がヒットしたのを受けて、踏襲する形での発売となった。1番を寺尾聰が歌い、2番を奥島吉雄が歌った。この頃サベージは人気絶頂期であり、レコードジャケットに記載された「ザ・サベージは心をこめて歌う!」という言葉通りの万人向けフォークバラードのこの曲も大ヒットした。
- B面は「星のささやき」（佐々木勉 作詞・作曲）。奥島と寺尾が歌った。

## 収録曲
1. この手のひらに愛を
  - 作詞・作曲:利根常昭
2. 星のささやき
  - 作詞・作曲:佐々木勉